# Корвизар (станция метро)
Корвиза́р (фр. Corvisart) — станция линии 6 Парижского метрополитена, расположенная в XIII округе Парижа. Названа в честь Жана-Николя Корвизара, личного врача Наполеона Бонапарта, от чьей фамилии также была названа близлежащая рю Корвизар. Рядом со станцией также располагаются головной офис компании Telecom ParisTech и квартал Бют-о-Кай.

## История
- Станция открылась 24 апреля 1906 года при продлении тогдашней линии 2 Юг (фр. Ligne 2 Sud). 14 октября 1907 года этот участок вошёл в состав линии 5, а 6 октября 1942 года перешёл в состав линии 6.
- Пассажиропоток по станции по входу в 2011 году, по данным RATP, составил 2 604 292 человек[2]. В 2013 году этот показатель вырос до 2 622 998 пассажиров (209 место по уровню входного пассажиропотока в Парижском метро)[3].

## Конструкция и оформление
Станция построена по проекту надземной крытой станции, аналогичному большинству надземных станций на этой линии 6 (кроме Пасси, Сен-Жака и Бель-Эр, расположенных непосредственно на поверхности земли). Оформление навеса сходно с тем, что использовался на надземных станциях линии 2, однако проект, использовавшийся на линии 6, отличается наличием общей крыши, накрывающей весь станционный комплекс.

## Путевое развитие
На середине перегона Корвизар — Пляс д'Итали в его подземной части примыкают две служебные соединительные ветви: северная — из ателье д'Итали и примыкание съезда с разворотной петли линии 5, южное примыкание ведёт на станцию Тольбиак линии 7.

## Галерея

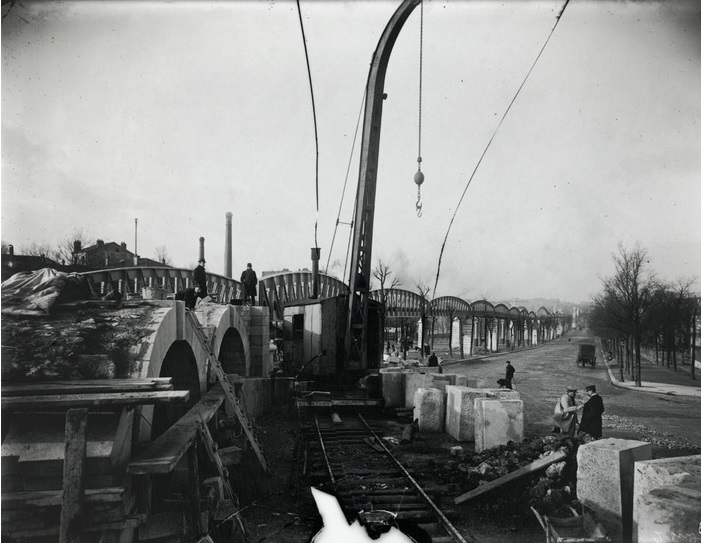
Строительство станции и эстакадного участка (1904)
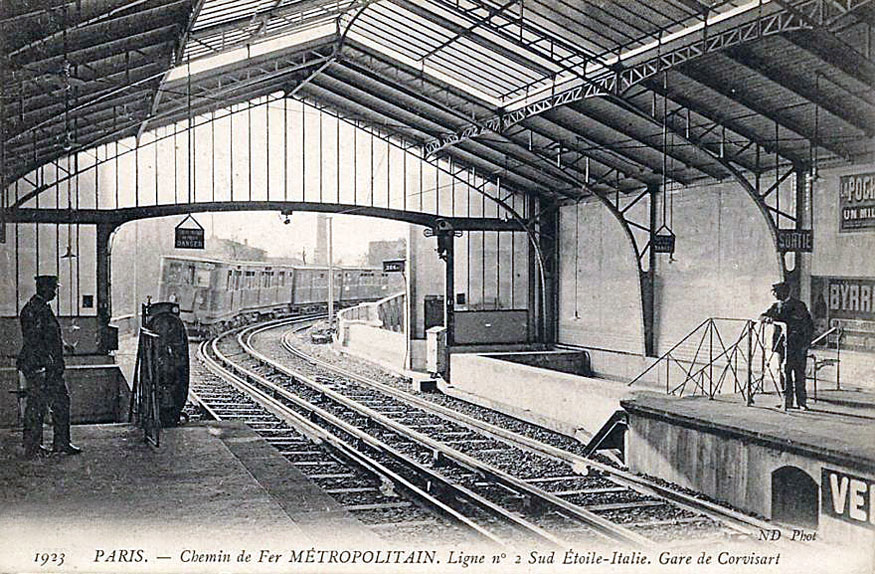
Вход на станцию в годы существования линии 2 Юг
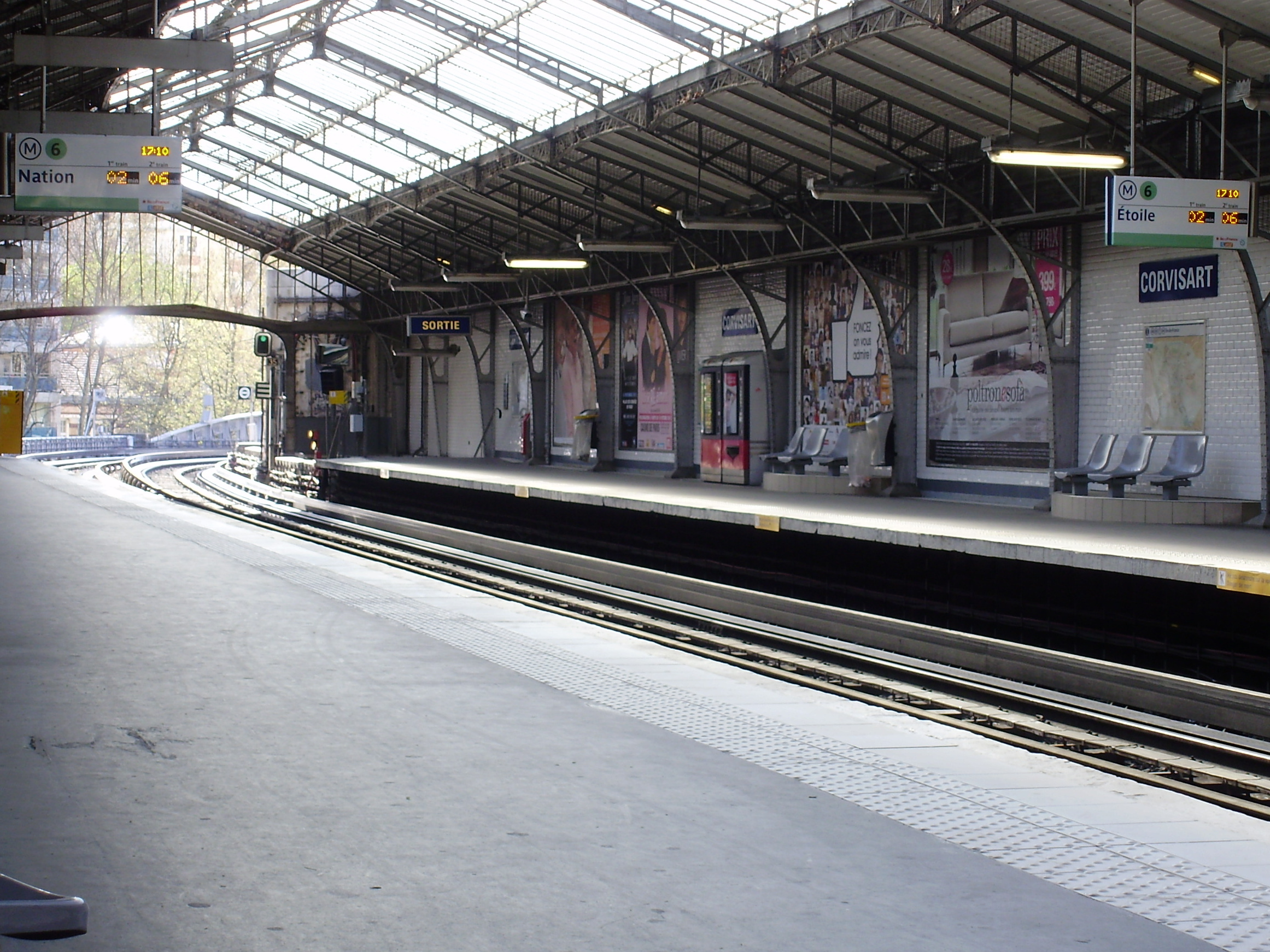
Вид в сторону Шарль де Голль — Этуаль
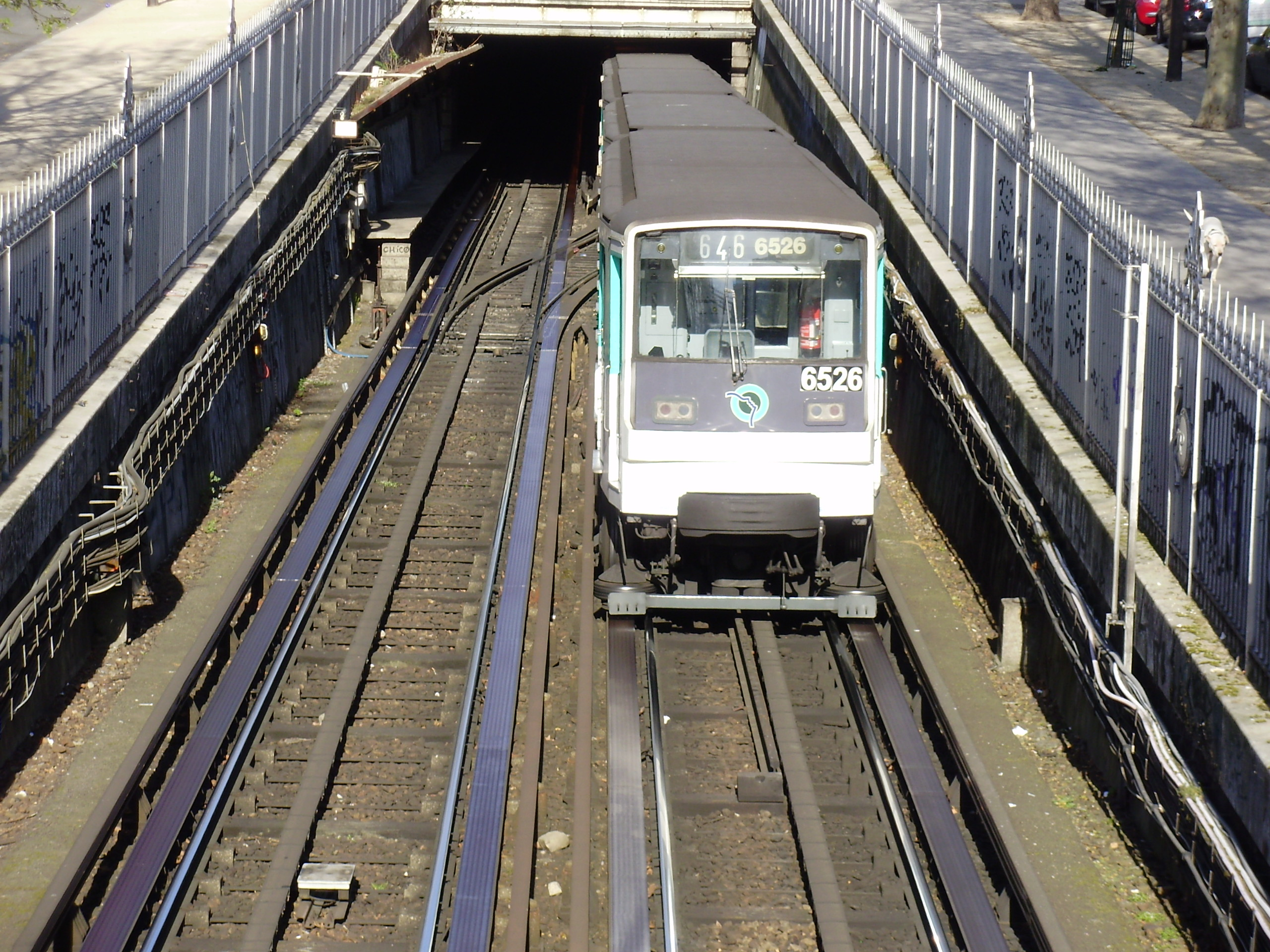
Состав модели MP 73 спускается в тоннель в сторону Пляс д'Итали
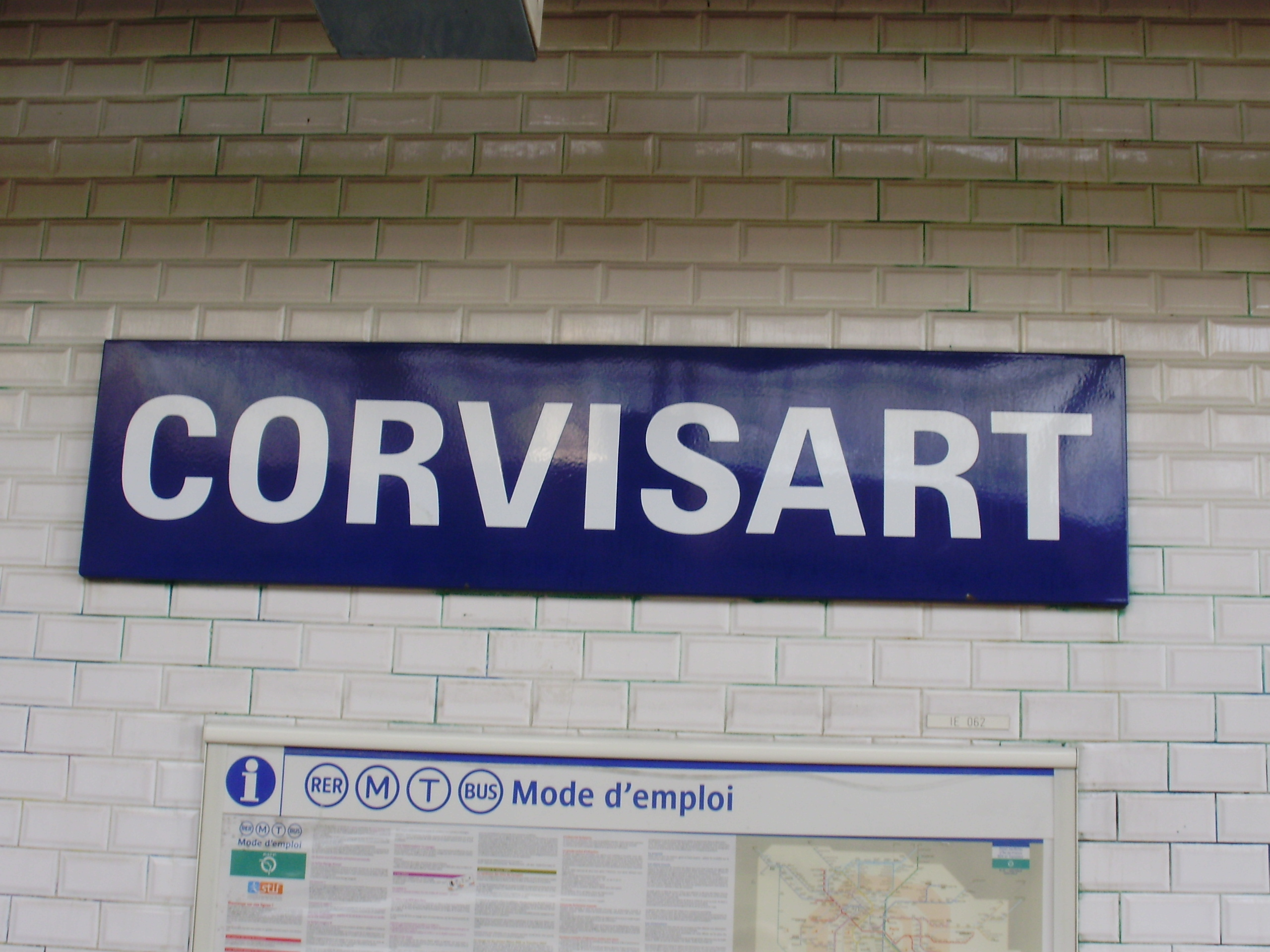
Вывеска с названием станции
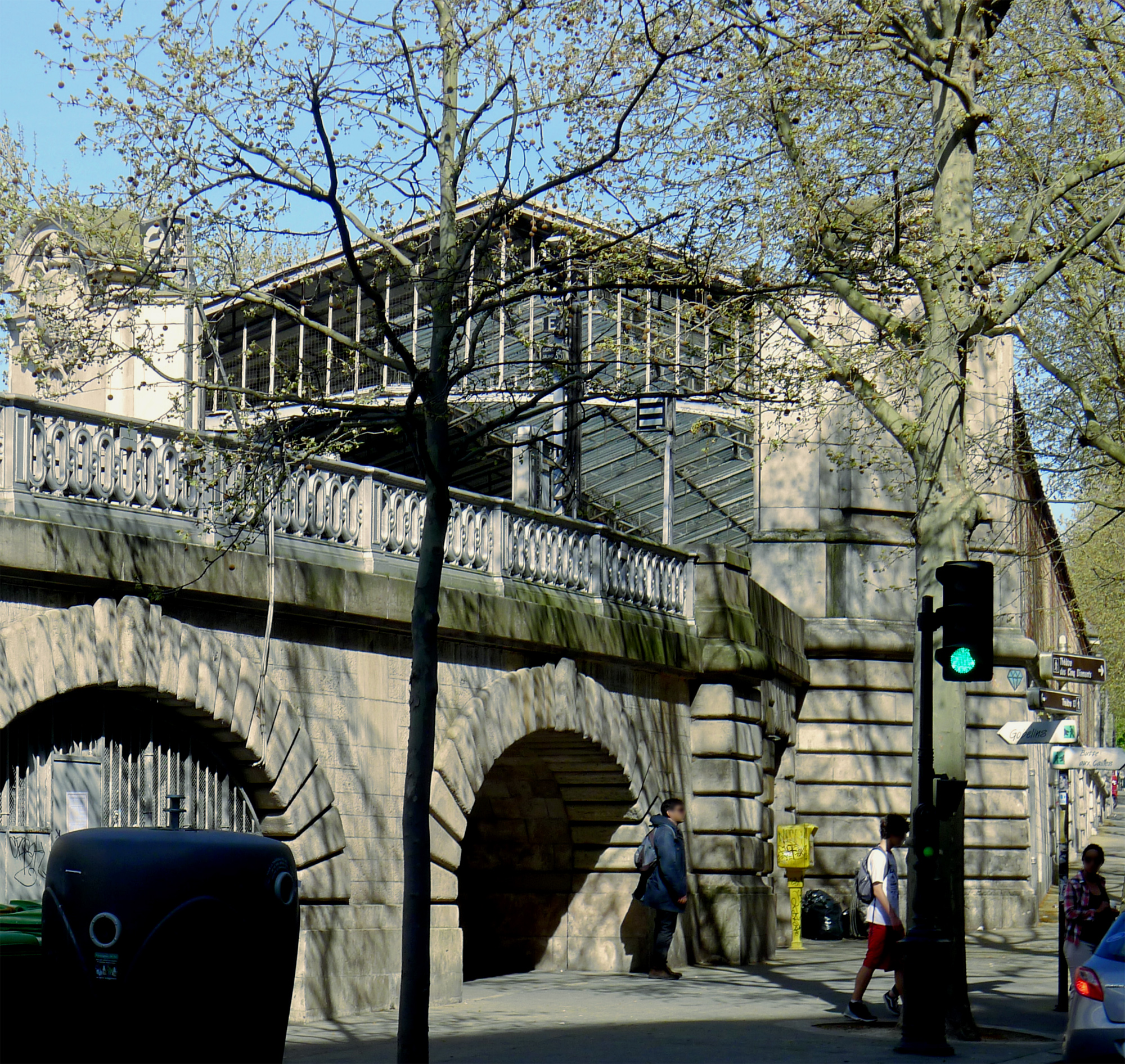
Вид на станцию с бульвара Огюст-Бланк
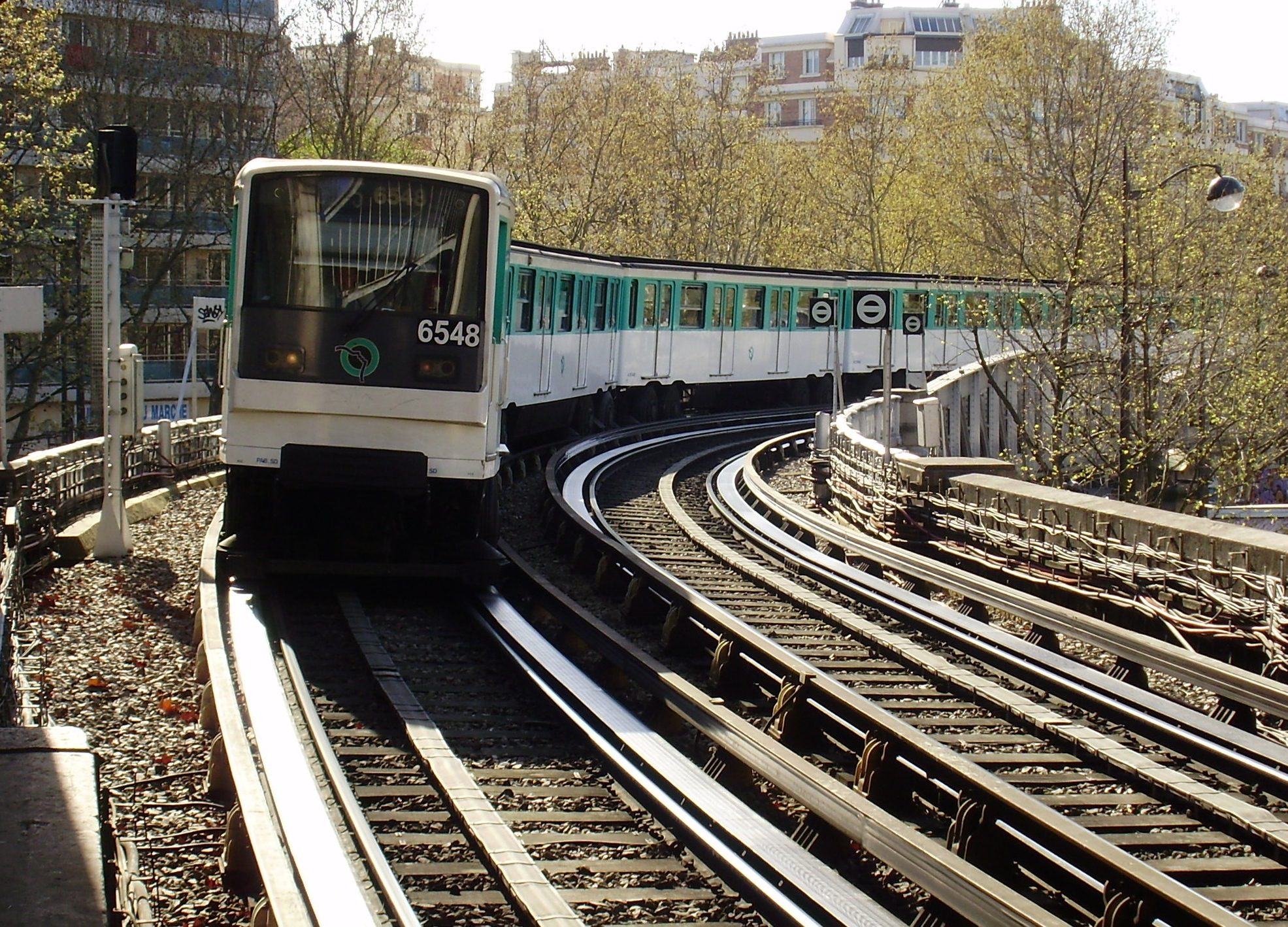
Состав модели MP 73 прибывает со стороны Глясьера